# 弗拉迪米尔·巴卡里奇
弗拉迪米尔·巴卡里奇（1912年3月8日—1983年1月16日），法学博士，克罗地亚共产主义者联盟中央总书记，南斯拉夫共产主义者联盟中央主席团成员，南斯拉夫副总统。

## 生平
1912年，出生于大戈里察的中产阶级家庭。
1933年，入党。
1935年，毕业于萨格勒布大学法律系。
1937年，获博士学位。
1939年，德国入侵，加入铁托领导的抵抗组织。
二战时期，任克罗地亚游击队总司令部政委，领导克罗地亚游击队运动。
1944年，任克共联盟中央书记。
1945年，任克罗地亚首届总理。
1953年，任克罗地亚议会主席。
1966年，任南共联盟中央委员会主席团成员、联邦理事会成员。
1975年，任南斯拉夫副总统。
1982年，再任南斯拉夫副总统。
1983年，去世。